# Foce Biferno - Litorale di Campomarino
Foce Biferno - Litorale di Campomarino este o arie protejată (arie specială de conservare — SAC, sit de importanță comunitară — SCI) din Italia întinsă pe o suprafață de 817 ha, integral pe uscat.

## Localizare
Centrul sitului Foce Biferno - Litorale di Campomarino este situat la coordonatele 41°57′58″N 15°02′28″E / 41.966111°N 15.041111°E.

## Înființare
Situl Foce Biferno - Litorale di Campomarino a fost declarat sit de importanță comunitară în septembrie 1995 pentru a proteja 37 de specii de animale. Situl a fost protejat și ca arie specială de conservare în decembrie 2018.

## Biodiversitate
Situată în ecoregiunea mediteraneană, aria protejată conține 16 habitate naturale: Dune cu tufărișuri sclerofile Cisto-Lavenduletalia, Dune mobile de-a lungul țărmului cu Ammophila arenaria („dune albe”), Stepe sărăturate mediteraneene (Limonietalia), Galerii de Salix alba și de Populus alba, Dune cu vegetație ierboasă Malcolmietalia, Tufărișuri halo-nitrofile (Pegano-Salsoletea), Iazuri temporare mediteraneene, Dune mobile cu vegetație embrionară, Tufărișuri halofile mediteraneene și termo-atlantice (Sarcocornetea fruticosi), Pajiști umede mediteraneene cu ierburi înalte de Molinio-Holoschoenion, Salicornia și alte specii anuale care populează regiunile mlăștinoase și nisipoase, Dune împădurite cu Pinus pinea și/sau Pinus pinaster, Vegetație anuală la limita mareei, Dune cu vegetație ierboasă Brachypodietalia cu specii anuale, Estuare, Pășuni mediteraneene udate de apa mării (Juncetalia maritimi).
La baza desemnării sitului se află mai multe specii protejate:
- păsări (32): fluierar de munte (Actitis hypoleucos), egretă mare (Ardea alba), stârc roșu (Ardea purpurea), stârc galben (Ardeola ralloides), pietruș (Arenaria interpres), rață roșie (Aythya nyroca), fugaci roșcat (Calidris ferruginea), fugaci mic (Calidris minuta), bătăuș (Calidris pugnax), prundăraș de sărătură (Charadrius alexandrinus),  prundaș gulerat mic (Charadrius dubius), prundaș gulerat mare (Charadrius hiaticula), chirichița cu obraz alb (Chlidonias hybrida), chirighiță neagră (Chlidonias niger), barză albă (Ciconia ciconia), erete de stuf (Circus aeruginosus), erete cenușiu (Circus pygargus), lebădă de vară (Cygnus olor), egretă mică (Egretta garzetta), șoimul rândunelelor (Falco subbuteo), vânturel de seară (Falco vespertinus), scoicar (Haematopus ostralegus), piciorong (Himantopus himantopus), stârc pitic (Ixobrychus minutus), Larus genei, pescăruș-cu-cap-negru (Larus melanocephalus), stârc de noapte (Nycticorax nycticorax), lopătar (Platalea leucorodia), cresteț pestriț (Porzana porzana), ciocântors (Recurvirostra avosetta), chiră mică (Sternula albifrons), Zapornia parva
- nevertebrate (3): Euplagia quadripunctaria, Melanargia arge, Osmoderma eremita
- reptile (2): țestoasa de baltă (Emys orbicularis), țestoasă bănățeană (Testudo hermanni)

Pe lângă speciile protejate, pe teritoriul sitului au mai fost identificate 39 de specii de plante, 3 specii de nevertebrate, 3 specii de pești.